# (70783) Kenwilliams
(70783) Kenwilliams est un astéroïde de la ceinture principale.

## Description
(70783) Kenwilliams est un astéroïde de la ceinture principale. Il fut découvert le 3 novembre 1999 aux Monts Santa Catalina par le projet CSS. Il présente une orbite caractérisée par un demi-grand axe de 2,62 UA, une excentricité de 0,13 et une inclinaison de 3,6° par rapport à l'écliptique.

## Compléments